# Melamphaes lugubris
Melamphaes lugubris är en fiskart som beskrevs av Gilbert, 1891. Melamphaes lugubris ingår i släktet Melamphaes och familjen Melamphaidae. Inga underarter finns listade i Catalogue of Life.